# Aphaenogaster phalangium
Aphaenogaster phalangium är en myrart som beskrevs av Carlo Emery 1890. Aphaenogaster phalangium ingår i släktet Aphaenogaster och familjen myror.

## Underarter
Arten delas in i följande underarter:
- A. p. brevicollis
- A. p. phalangium